# Busverkehr Ruhr-Sieg
Die BRS Busverkehr Ruhr-Sieg GmbH mit Sitz in Meschede war ein Busverkehrsunternehmen. Sie verband die Städte und Gemeinden im Hellwegraum, im Sauer-, Sieger- und Wittgensteiner Land. Sie entstand 2002 als Ableger der WB (Westfalenbus GmbH) und verschmolz im Sommer 2017 wieder auf die WB. Sie war Teilnehmer an der VGWS und der VRL.
Ab November 2008 firmierte die BRS unter dem Markennamen DB Bahn Westfalenbus.

## Geschichte
Ab 1920 wurden viele Orte Westfalens durch Postbusse angefahren, 1927 richtete die Reichsbahn Schnellverkehre ein. Ab 1982 begann man Post- und Bahnbus-Verkehr zu vereinigen, was zur Gründung der GBB (Geschäftsbereich Bahnbus) Westfalen mit Sitz in Münster führte. Am 1. Oktober 1989 wurde die GBB Westfalen in eine handelsrechtliche GmbH umgewandelt und wurde dadurch in die WB Westfalen Bus GmbH umbenannt. Ab 2002 wurde der Bedienungsraum der WB verkleinert, wodurch unter anderem die Busverkehr Ruhr-Sieg GmbH entstand.